# Mu Cephei
Désignations
Mu Cephei (en abrégé μ Cep), aussi nommée l'étoile Grenat, l'étoile grenat de Herschel ou Erakis, est une étoile supergéante rouge de la constellation de Céphée, située à environ 940 pc (∼3 070 al) du Soleil.
Elle doit son surnom d'étoile Grenat à sa couleur rouge éblouissante, remarquée pour la première fois par William Herschel.
Mu Cephei est l'une des étoiles visibles les plus volumineuses, avec un diamètre de 1260 diamètres solaires : si elle remplaçait le Soleil, elle s'étendrait jusqu'à mi-chemin des orbites de Jupiter et Saturne. En effet, elle est sortie de la séquence principale et devrait devenir une supernova d'ici quelques centaines de milliers d'années, ce qui est attendu d'une étoile de 19 masses solaires.

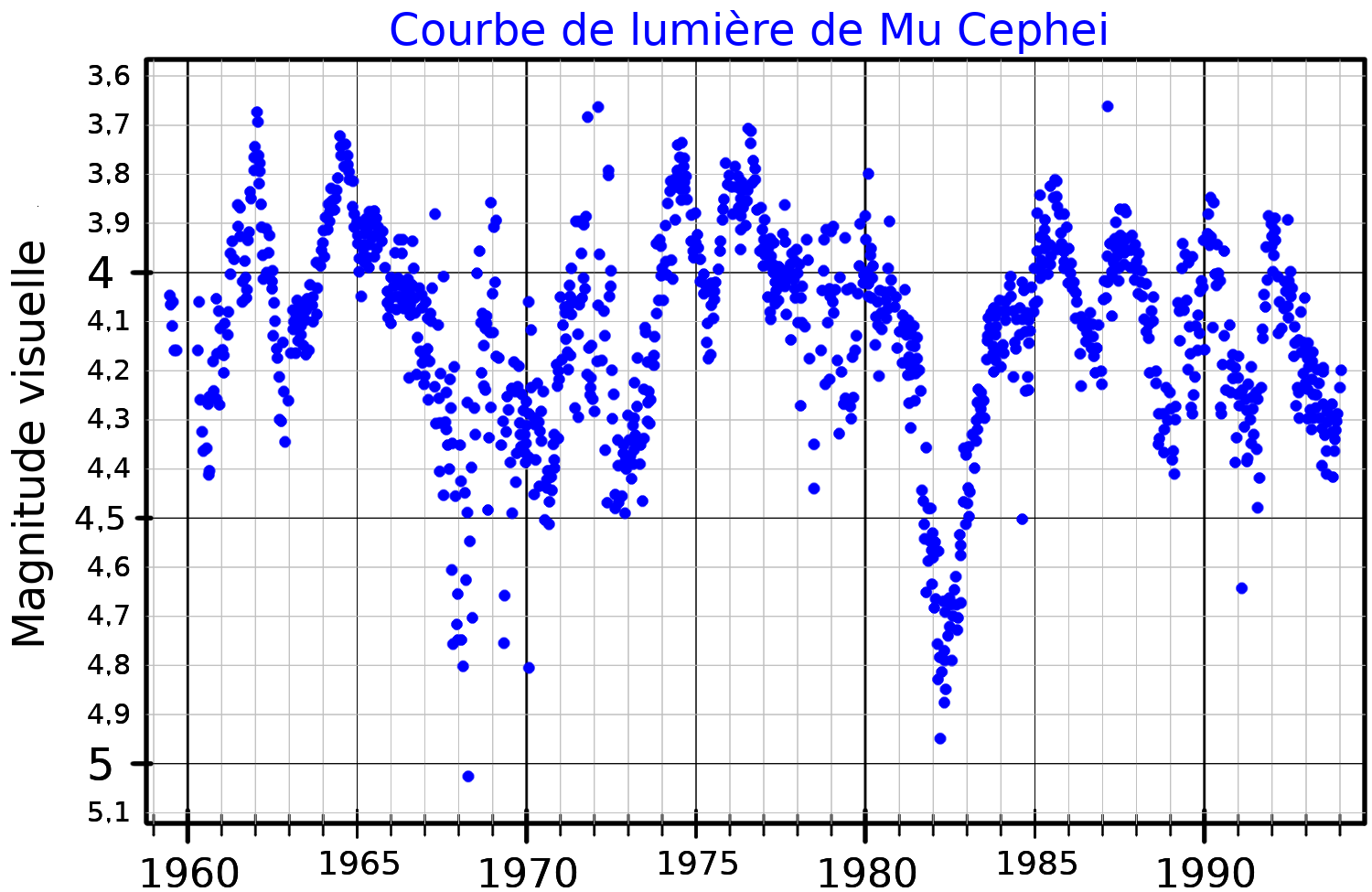
Courbe de lumière en lumière visible de Mu Cephei, adaptée de Brelstaff (1997).

C'est également une étoile variable semi-régulière de type SRc, sa magnitude apparente ayant été observée varier entre 3,2 et 5,4.
Elle indique le nord de Mars, comme Alpha Ursae Minoris, l'Étoile polaire, pour la Terre.